# Щёкотов, Пётр Павлович
Пётр Па́влович Щёкотов (22 февраля 1868, Москва (?) — после 1914) — русский архитектор, один из мастеров московского модерна.

## Биография
Происходил из мещан. В 1882 году поступил в Московское училище живописи, ваяния и зодчества, из которого выбыл в 1888 году не окончив курса. С 1892 года служил чертёжником в Канализационном отделе Московской городской управы, занимался проектированием московской канализации. Свидетельство на право производства строительных работ по гражданскому строительству и дорожной части получил в 1899 году. Работал помощником инженера С. С. Шестакова, помощником архитектора Московского учебного округа (1908) и помощником архитектора А. Н. Померанцева на строительстве последним здания Верхних торговых рядов. Осуществил ряд самостоятельных построек в Москве, Подмосковье, Харькове и в Крыму. Судьба зодчего после 1914 года неизвестна.
Архитектор обладал собственным творческим почерком, сочетающим крупный декор с рациональной структурой фасада.

## Проекты и постройки
- 1893 — Доходный дом А. Г. Кулячкина, Москва, Живарев переулок, 8[сн 1];
- 1897 — Доходный дом, Москва, Нащокинский переулок, 8, объект культурного наследия регионального значения[3];
- 1898 — Доходный дом В. И. Ждановского, Москва, Долгоруковская улица,34;
- 1890-е — Доходный дом, Москва, Большая Серпуховская улица, 56;
- 1901 — Доходный дом Н. Н. Иванова, Москва, Молочный переулок, 5;
- 1901 — Особняк и доходный дом С. С. Крашенинникова, Москва, Селезнёвская улица, 13, стр. 1, 2, выявленный объект культурного наследия; ценный градоформирующий объект[3];
- 1902 — Доходный дом, Москва, Еропкинский переулок, 5;
- 1902 — Проект доходного дома А. А. Пантелеева, Москва, Якиманская набережная, 2 (не осуществлён);
- 1903—1904 — Здания зеркальной фабрики Г. Г. Кельна, ?;
- 1904 — Проект доходного дома А. И. Синицина, Москва, Благовещенский переулок, 3 (не осуществлён);
- 1905—1906 — Доходный дом Г. П. Шелапутина (Дом Моссовнархоза), совместно с инженерами Г. Д. Зиновьевым и А. Ф. Лолейтом, Москва, Улица Ильинка, 13/19 — Большой Черкасский переулок, 19/13 (перестроено), ценный градоформирующий объект[3];
- 1900-е — Гончарный завод Ефимова, ст. Павлово Московской губернии;
- 1900-е —Бумагопрядильная фабрика Карманова, Подольский уезд Московской губернии;
- 1900-е —Кирпично-цементный завод Мартьянова, Подольский уезд Московской губернии;
- 1914 — Вилла «Барбо» Н. Н. Крамарж, по проекту Я. Котеры, Мисхор;
- 1914 — Санаторий Кривошеина («Беларусь»), Мисхор;
- 1910-е — Пансион Н. К. Александрова-Дольника, дачи Зыковой, Заборовского, Симеиз;
- 1910-е — Вилла «Сельби» («Кипарис»), Симеиз;
- 1910-е — Дача «Мира маре», Симеиз.

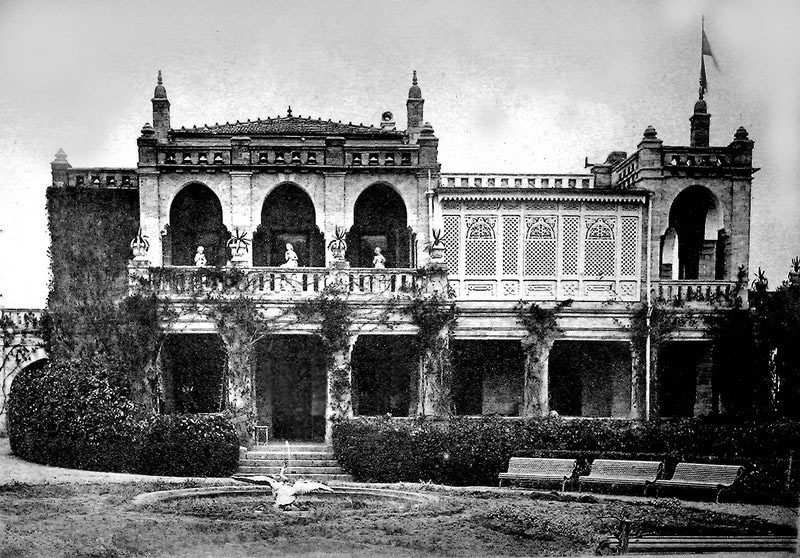
Вилла «Барбо»
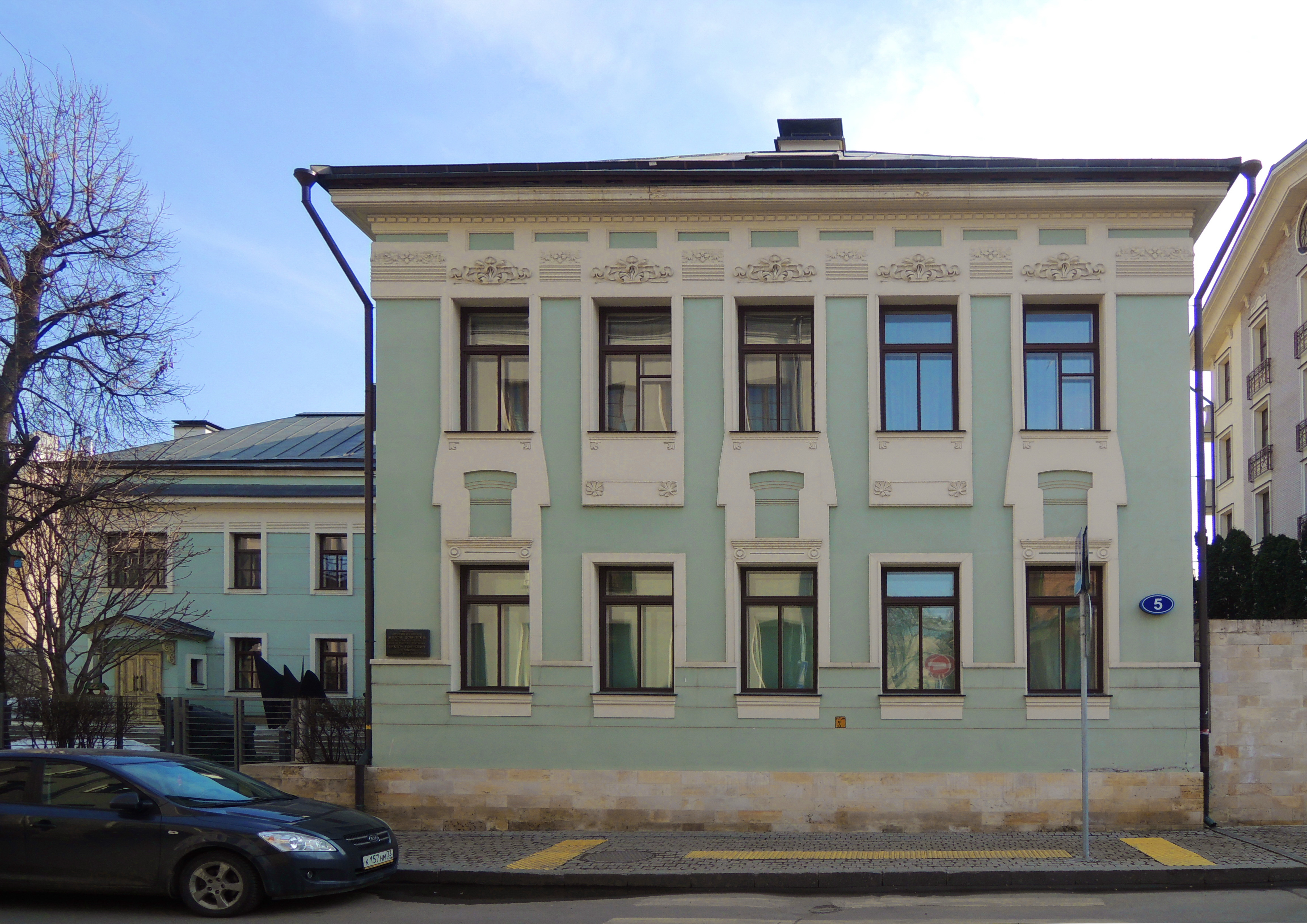
Доходный дом Н. Н. Иванова
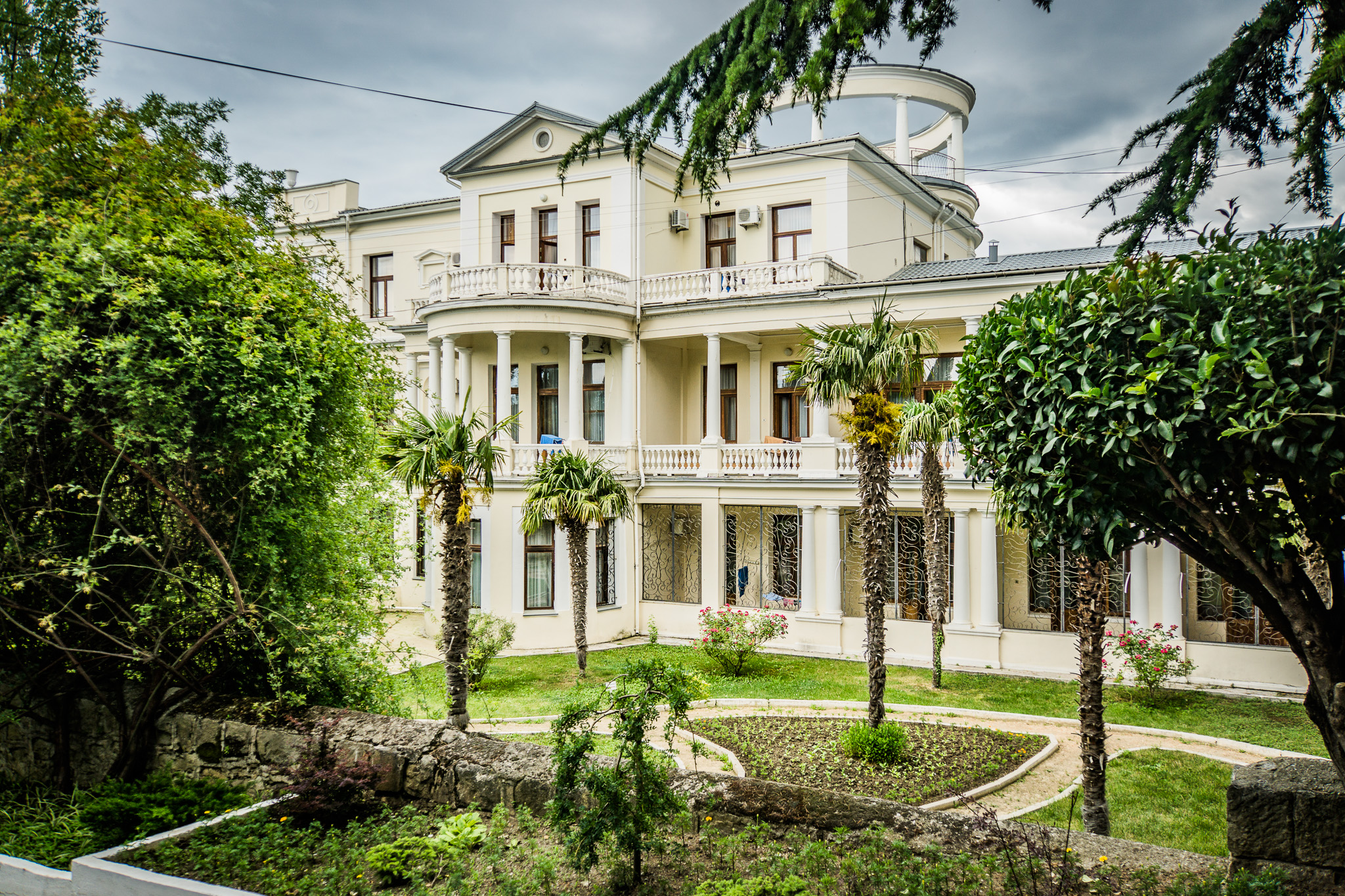
Санаторий Кривошеина

### Сноски
1. ↑  Здесь и далее проекты и постройки даны в хронологическом порядке по М. В. Нащокиной, с необходимыми дополнениями и уточнениями.